# Bopser

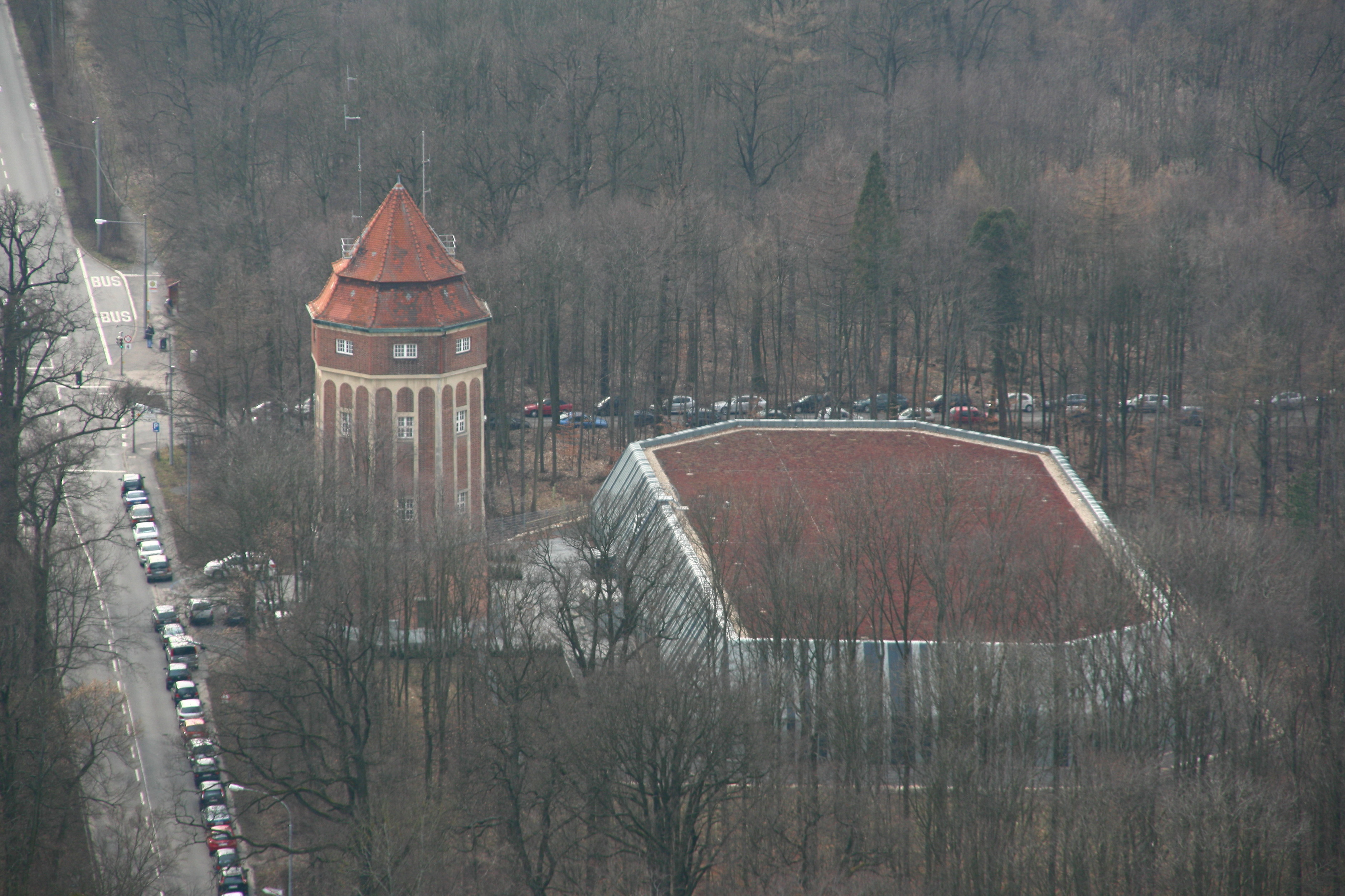
Blick vom Fernsehturm zum Wasserturm Stuttgart-Degerloch mit Wasserhochbehälter

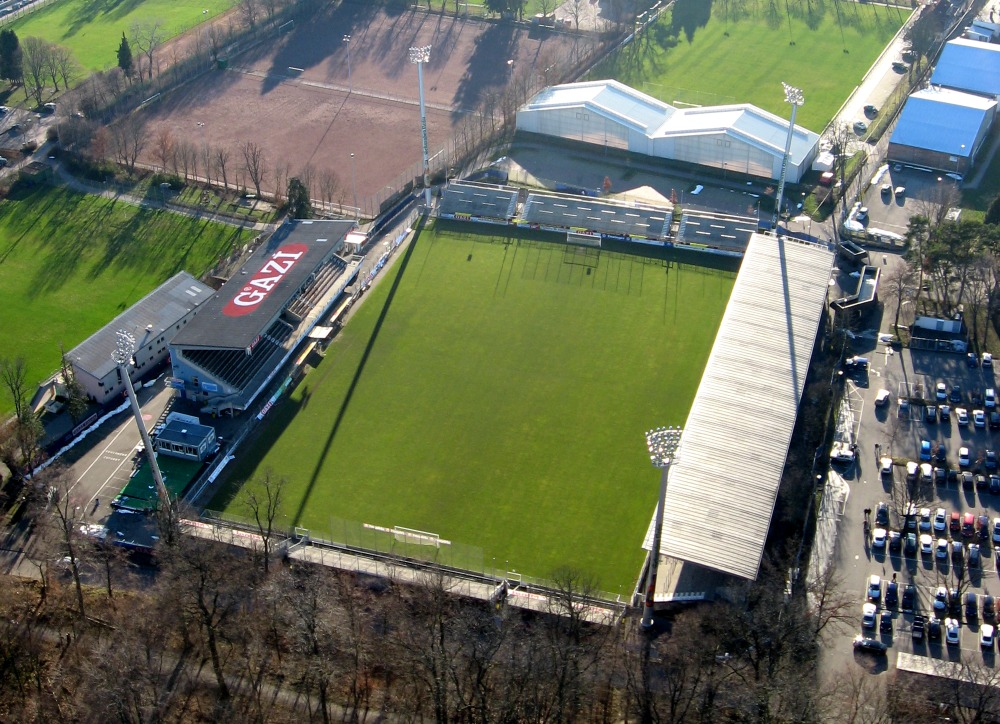
Gazi-Stadion auf der Waldau
im Sportzentrum Waldau

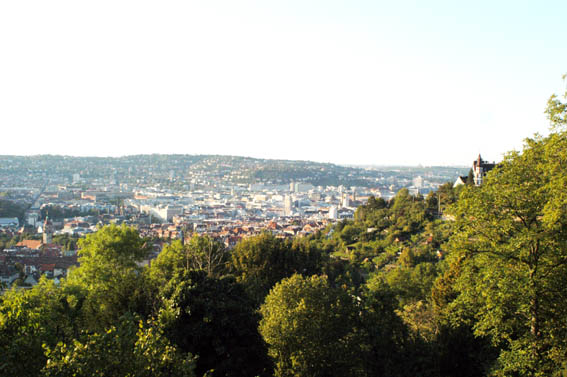
Blick von Neuer Weinsteige am Bopserhang zum Killesberg

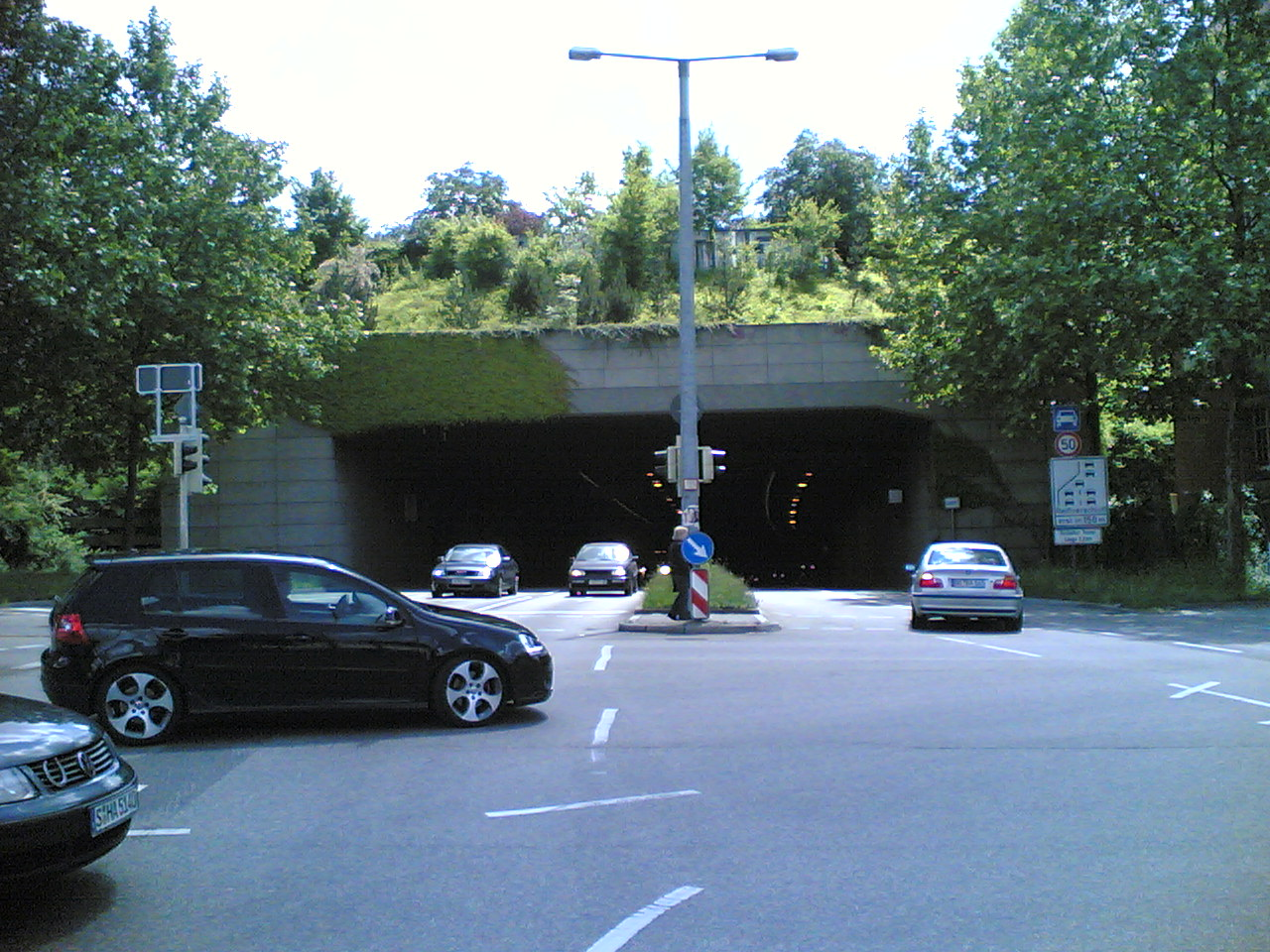
Westportal des Heslacher Tunnels am Marienplatz

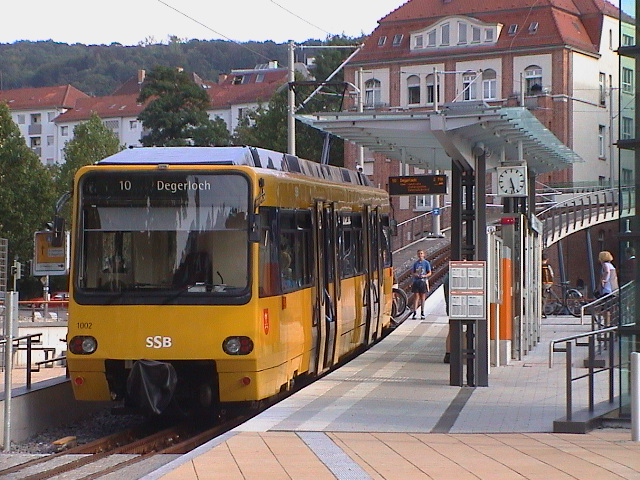
Zahnradbahn Stuttgart (untere Endhaltestelle Marienplatz)

Der Bopser, auch Hoher Bopser genannt, ist eine 485,5 m ü. NHN hohe Erhebung auf der Filderebene in der baden-württembergischen Landeshauptstadt Stuttgart.
Der Berg ist unter anderem der Standort des Stuttgarter Fernsehturms, des Wasserturms Stuttgart-Degerloch, des Sportzentrums Waldau und des Heslacher Tunnels.
Bopser ist zugleich der Name des Stadtteils im Stuttgarter Stadtbezirk Süd.

## Geographische Lage
Der Bopser erhebt sich südlich der Stuttgarter Innenstadt auf der bewaldeten Filder-Hochebene zwischen den (alphabetisch sortierten) Stadtbezirken Birkach, Degerloch, Ost, Sillenbuch und Süd oder ist Teil von ihnen:
Der Bezirk Birkach liegt mit dem Stadtteil Schönberg, etwas entfernt im Südsüdosten, am Berg. Der Bezirk Degerloch befindet sich mit dem (gleichnamigen) Stadtteil Degerloch, im westsüdwestlichen Bergkuppenbereich, sowie mit seinen Stadtteilen Hoffeld, etwas entfernt im Südwesten, Tränke, etwas entfernt im Süden, Waldau, im südöstlichen Bergkuppenbereich, und Haigst, im Nordwesten, am und auf dem Berg. Der Bezirk Stuttgart-Ost dehnt sich mit dem Stadtteil Frauenkopf (auf dem Frauenkopf gelegen), vom östlichen Kuppenbereich abwärts, und der Bezirk Sillenbuch mit dem (gleichnamigen) Stadtteil Sillenbuch, vom südöstlichen Kuppenbereich abwärts, am und auf dem Berg aus. Stuttgart-Süd befindet sich mit den Stadtteilen Bopser, inklusive am Nordfuß gelegenen Weißenburgpark, vom nördlichen Kuppenbereich abwärts, und Weinsteige, im Nordwesten, am Berg. Die Stadtteilgrenzen von Bopser, Sillenbuch und Waldau stoßen an der nördlich vom Stuttgarter Fernsehturm befindlichen Jahnstraße Ecke Kirchheimer Straße aufeinander. Rund 250 m östlich davon treffen sich an der Jahnstraße Ecke Mittlere Filderstraße die Grenzen der Stadtteile Bopser, Frauenkopf und Sillenbuch und etwa 200 m westlich der höchsten Stelle des Bopsers grenzen an der Jahnstraße Ecke Ahornstraße die Stadtteile Bopser, Degerloch, Haigst und Weinsteige aneinander.
Die höchste Stelle des Bopsers liegt auf der Kreuzung von Jahnstraße und der Seitenstraße Königsträßle. Seine Waldgebiete heißen Armenkastenwald, Hospitalwald, Oberer Wald, Silberwald, Spitalwald, Weißtannenwald und Wernhalde. Diese sind von zahlreichen Waldwegen, unter anderem Oberes und Unteres Bospersträßle, Steiler Bopser (oder Am Bopserweg) und Wernhaldeweg, durchzogen.
An der Südostflanke des Bopsers entspringt am Rand des Sportzentrums (s. u.) ein nordnordwestlicher Zufluss des aus Degerloch kommenden Ramsbachs, der ein Zufluss der in den Neckar mündenden Körsch ist; am Bach liegt bergkuppennah die Kuhwiesenquelle. An seiner Ostflanke entspringt der Tiefenbach, der über den Bußbach und dann den Dürrbach weiter abwärts ebenfalls in den Neckar entwässert.

## Geologie
Der Bopser besteht in Oberflächennähe unter anderem aus Schichten von Filderlehm und Lias und in seinem Inneren aus Gipskeuper, Mergel und Sandstein.

## Sendeanlagen

### Stuttgarter Fernsehturm
Etwa 650 m nordöstlich der höchsten Stelle des Bopsers steht seit 1955 auf 483 m Höhe der 216,61 m hohe Stuttgarter Fernsehturm, von dem heutzutage nur noch Hörfunkprogramme ausgestrahlt werden. Von der auf 152,4 m Höhe gelegenen Aussichtsplattform des in Stahlbetonbauweise erbauten Turms kann aus rund 635 m ü. NHN eine schöne Rundumsicht genossen werden.

### Weitere Sendeanlagen
Ungefähr 50 m östlich vom Stuttgarter Fernsehturm steht  ein kleiner, für die Öffentlichkeit gesperrter Reserve-UKW-Sendeturm (⊙) in Stahlfachwerkbauweise.
Am und auf dem Berg gibt es zahlreiche Mobilfunkantennenstandorte, unter anderem mehrere an der Neuen Weinsteige, einer am Königsträßle und am Gazi-Stadion.
An der Südsüdwestflanke des Bergs existierte bis 1956 bei den Sportplätzen auf den Bopseräckern in Hoffeld der Sender Stuttgart-Degerloch, dessen Türme nach Fertigstellung des Stuttgarter Fernsehturms abgebaut wurden. An diese Sendeanlage erinnert noch der Name der Straße Bei den Funktürmen.
Auf dem im Filder rund 1,5 km nordöstlich vom Bopser gelegenen Frauenkopf (462,7 m ü. NHN) steht im gleichnamigen Stadtteil seit 1972 der 192,4 m hohe und für die Öffentlichkeit gesperrte Fernmeldeturm Stuttgart aus Stahlbeton unter anderem zur Ausstrahlung von Hörfunk- und Fernsehprogrammen.

## Wasserturm und Wasserhochbehälter
Etwa 65 m ostnordöstlich der höchsten Stelle des Bopsers steht an der Jahnstraße seit 1912 der Wasserturm Stuttgart-Degerloch, der 28 m hoch ist und 400 m³ Behältervolumen hat. Neben dem Turm befindet sich seit 2008 ein Wasserhochbehälter.

## Sportanlagen
Direkt südöstlich der höchsten Stelle des Bopsers breitet sich oberhalb von etwa 465 m Höhe das Sportzentrum Waldau aus, unter anderem mit dem Gazi-Stadion (Spielstätte der Stuttgarter Kickers) und der Eiswelt Stuttgart. Rund 1,2 km südöstlich des Sportzentrums steht an der Südostflanke des Bergs seit 2006 direkt westlich vom Stadtteil Sillenbuch auf rund 455 m Höhe die Spitalwaldhalle Sillenbuch.

## Verkehrsanbindung
Sowohl die Haupt- als auch die Nebenverkehrswege am Bopser haben insbesondere an ihren oftmals kurvenreichen Nordrampen starke Steigungen bzw. Gefälle (Gradienten).

### Straße
Über die Nord- und Westflanke des Bopsers führt von der Innenstadt kommend im Abschnitt zwischen den Stadtbezirken Mitte, Degerloch und Möhringen die Bundesstraße 27, die an der Nordrampe unter anderem ein Teil der steilen Straße Neue Weinsteige ist und in Richtung Süden zur beim Stadtteil Fasanenhof gelegenen Anschlussstelle Stuttgart-Degerloch der Bundesautobahn 8 führt.
Auf dem Berg zweigt von der B 27 die vorbei an Sportzentrum Waldau und Stuttgarter Fernsehturm führende Kreisstraße 9511 (Jahnstraße) in Richtung Ostnordosten ab. Diese wiederum stößt wenige Meter östlich vom Turm auf die Landesstraße 1200 (Kirchheimer Straße), die in Richtung Südosten zur Gemeinde Nellingen auf den Fildern führt. Zudem trifft die K 9511 in Turmnähe auf die L 1016 (Achse Jahnstraße−Mittlere Filderstraße), die von der Innenstadt im Norden den Turm passierend in Richtung Süden zur Autobahnanschlussstelle Stuttgart-Flughafen verläuft. In der Nordwestflanke des Bergs befindet sich als Teil der die B 27 am Charlottenplatz kreuzenden Bundesstraße 14 zwischen Marienplatz und Burgstallstraße der 2,3 km lange Heslacher Tunnel.

### Schiene
Über den Bopser verkehren, vorbei am Stuttgarter Fernsehturm und am Sportzentrum Waldau, die Linien U7, U8 und U15 der Stadtbahn Stuttgart. Sie fahren abschnittsweise unterirdisch, nämlich im 1987 fertiggestellten Tunnel Neue Weinsteige, im Tunnel Obere Weinsteige und im 1998 eröffneten Waldautunnel, und halten an den Haltestellen Waldau (GAZI Stadion) (Georgiweg), Ruhbank (Fernsehturm) (Kirchheimer Straße Kreuzung Mittlere Filderstraße; siehe hierzu auch Ruhbank) und Stelle (Jahnstraße).
Zudem verkehrt an der Nord- und Westflanke des Bergs seit 1884 auf ihrer 2,2 km langen Trasse die Zahnradbahn Stuttgart, welche die Stadtteile Süd (Endhaltestelle Marienplatz) und Degerloch (Endhaltestelle Degerloch) miteinander verbindet. An der Nordrampe fährt sie abschnittsweise entlang der Straße Alte Weinsteige und an ihrer südlichen Endhaltestelle besteht Anschluss an die auf dem Bopser haltenden Stadtbahnlinien, auf deren Trassen früher die Filderbahn-Gesellschaft fuhr.
Im Rahmen des Projekts Stuttgart 21 soll der 9.468 m lange Fildertunnel den Bopser durchqueren.